# Норволк (Огайо)
Норволк (англ. Norwalk) — місто (англ. city) в США, в окрузі Гурон штату Огайо. Населення — 17 068 осіб (2020).

## Географія
Норволк розташований за координатами 41°14′40″ пн. ш. 82°36′32″ зх. д. / 41.24444° пн. ш. 82.60889° зх. д. (41.244573, -82.608950).  За даними Бюро перепису населення США в 2010 році місто мало площу 23,71 км², з яких 22,97 км² — суходіл та 0,73 км² — водойми.

## Демографія
Згідно з переписом 2010 року, у місті мешкало 17 012 осіб у 6764 домогосподарствах у складі 4385 родин. Густота населення становила 718 осіб/км².  Було 7446 помешкань (314/км²).
Расовий склад населення:
| - 92,2 % — білих - 1,9 % — чорних або афроамериканців - 0,5 % — азіатів - 0,2 % — корінних американців - 3,2 % — осіб інших рас |

До двох чи більше рас належало 2,1 %. Частка іспаномовних становила 7,2 % від усіх жителів.
За віковим діапазоном населення розподілялося таким чином: 26,2 % — особи молодші 18 років, 59,2 % — особи у віці 18—64 років, 14,6 % — особи у віці 65 років та старші. Медіана віку мешканця становила 37,0 року. На 100 осіб жіночої статі у місті припадало 91,7 чоловіків;  на 100 жінок у віці від 18 років та старших — 87,6 чоловіків також старших 18 років.
Середній дохід на одне домашнє господарство  становив 55 993 долари США (медіана — 41 660), а середній дохід на одну сім'ю — 64 435 доларів (медіана — 49 375). Медіана доходів становила 44 713 долари для чоловіків та 30 361 долар для жінок. За межею бідності перебувало 16,3 % осіб, у тому числі 23,4 % дітей у віці до 18 років та 9,6 % осіб у віці 65 років та старших.
Цивільне працевлаштоване населення становило 7337 осіб. Основні галузі зайнятості: освіта, охорона здоров'я та соціальна допомога — 23,6 %, виробництво — 20,9 %, роздрібна торгівля — 9,9 %, мистецтво, розваги та відпочинок — 7,9 %.